# Pseudocloeon longipalpus
Pseudocloeon longipalpus är en dagsländeart som först beskrevs av Morihara och Mccafferty 1979.  Pseudocloeon longipalpus ingår i släktet Pseudocloeon och familjen ådagsländor. Inga underarter finns listade i Catalogue of Life.